# استافیلوکوکوس اپیدرمیدیس
استافیلوکوک اپیدرمیدیس، کوکسی گرم مثبت و کواگولاز منفی در جنس (سرده) استافیلوکوک است. این باکتری، بخشی از فلور همزیست پوست انسان است و در غشای مخاطی بسیاری از جانوران نیز دیده شده‌است. استافیلوکوک اپیدرمیدیس یکی از شایع‌ترین گونه‌های آلوده کننده محیط‌ها و تست‌های آزمایشگاهی است.
اگرچه این باکتری به‌طور معمول بیماری‌زا نیست، اما توانایی ایجاد عفونت را در افرادی که سیستم ایمنی آن‌ها ضعیف شده‌است دارد. این عفونت‌ها می‌توانند بیمارستانی یا اکتسابی از جامعه باشند اما نوع بیمارستانی آن، خطر بیشتری برای بیماران دارد.
بیمارانی که از کاتتر یا ایمپلنت استفاده می‌کنند، خطر ابتلای آن‌ها به بیماری بیشتر است زیرا این باکتری توانایی ایجاد بیوفیلم بر روی این وسایل را دارد.

## کشف
استافیلوکوک اپیدرمیدیس، اولین بار توسط فردریک ژولیوس روزنباخ (به انگلیسی: Friedrich Julius Rosenbach)در سال ۱۸۸۴ کشف شد و استافیلوکوک آلبوس (به لاتین: S. albus) نامیده شد. آلبوس به معنای سفید است زیرا این باکتری، کلنی‌های سفید ایجاد می‌کند.

## ویژگی‌های بیوشیمیایی
این باکتری از نظر تست احیای نیترات، مثبت ضعیف است. آنزیم اوره‌آز را تولید کرده اما اکسیداز منفی است. باکتری، قندهای گلوکز، سوکروز و لاکتوز را مصرف کرده و از آن‌ها اسید تولید می‌کند. در حضور لاکتوز، گاز تولید می‌کند. استافیلوکوک اپیدرمیدیس، آنزیم ژلاتیناز تولید نمی‌کند. بنابراین ژلاتین را تجزیه نمی‌کند. این باکتری به آنتی‌بیوتیک تشخیصی نووبیوسین حساس است. استافیلوکوک ساپروفیتیکوس، استافیلوکوک کواگولاز منفی مهم دیگری است که به نووبیوسین مقاوم است.

## بیماریزایی و مقاومت آنتی بیوتیکی
بیوفیلم (به انگلیسی: Biofilm)مهمترین فاکتور بیماریزایی باکتری است. این باکتری از طریق پروتئین‌های سطحی خود به پروتئین‌های خونی و ماتریکس خارج سلولی متصل می‌شود. کپسول استافیلوکوک اپیدرمیدیس با نام ادهسین بین سلولی پلی ساکاریدی (به انگلیسی: polysaccharide intercellular adhesion، به طور مخفف PIA) از پلی ساکاریدهای سولفاته تشکیل شده‌است و موجب اتصال باکتری به بیوفیلم‌های از قبل تشکیل شده می‌شود پس در نتیجه در ایجاد بیوفیلم‌های چندلایه نقش دارد. این بیوفیلم‌ها موجب کاهش فعالیت باکتری و نفوذ آنتی بیوتیک‌ها به داخل آن‌ها خواهد شد. بنابراین، پاکسازی باکتری‌ها بوسیله آنتی بیوتیک‌ها بسیار مشکل خواهد بود. این باکتری بیشتر اوقات به بسیاری از آنتی‌بیوتیک‌ها مانند پنی سیلین، آموکسی سیلین و متی سیلین مقاوم است. ارگانیسم‌های مقاوم بیشتر در روده دیده شده‌اند اما باکتری‌هایی که ساکن پوست هستند نیز می‌توانند به دلیل دفع آنتی بیوتیک‌ها در ترشحات غدد عرقی مقاوم شوند.

## بیماری

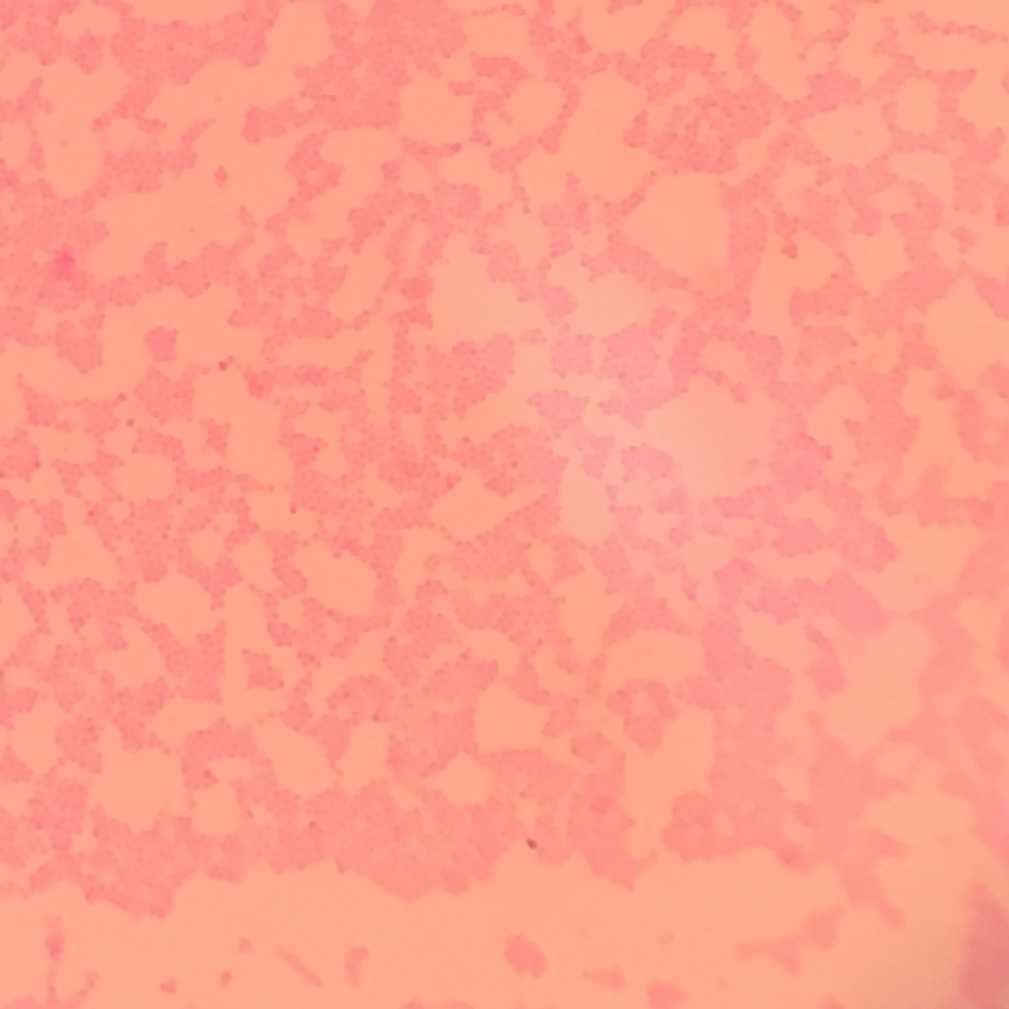
استافیلوکوکوس اپیدرمیدیس رنگ آمیزی شده با سفرانین و بزرگنمایی ۱۰۰۰ برابری

این باکتری با ایجاد بیوفیلم بر روی کاتترهای درون عروقی و پروتزهای پزشکی موجب عفونت می‌شود مانند مبتلایان به دیالیز. باکتری موجب ایجاد اندوکاردیت (عفونت لایه داخلی قلب) به ویژه در بیماران مبتلا به نقص‌های دریچه قلب یا سپتی سمی (عفونت خون) در بیماران بستری در بیمارستان می‌شود.
آنتی بیوتیک‌ها در از بین بردن بیوفیلم‌ها ناکارآمد هستند. بنابراین بهترین کار، برداشتن ایمپلنت یا کاتتر آلوده‌است. آنتی بیوتیک انتخابی برای درمان، وانکومایسین به همراه ریفامپین یا آمینوگلوکوزید است. شستن دست‌ها نشان داده شده‌است که از گسترش آلودگی جلوگیری می‌کند.